# 𬱖塘故道双桥
𬱖塘故道双桥，位于中华人民共和国浙江省湖州市南浔区南浔镇，是浙江省省级文物保护单位之一。
2017年1月19日，頔塘故道双桥被列入第七批浙江省文物保护单位，该文物保护单位是一座古建筑。